# Французский протекторат Марокко
Французское Марокко (араб. الحماية الفرنسية في المغرب‎, фр. Protectorat français du Maroc) — французский протекторат в Северной Африке. 
Существовал с 1912 года, когда протекторат над Марокко был официально установлен Фесским договором, до провозглашения независимости Марокко (2 марта 1956 года). Французское Марокко не включало большей части северных и небольшой части южных территорий страны, которые стали испанским протекторатом.

## Предыстория

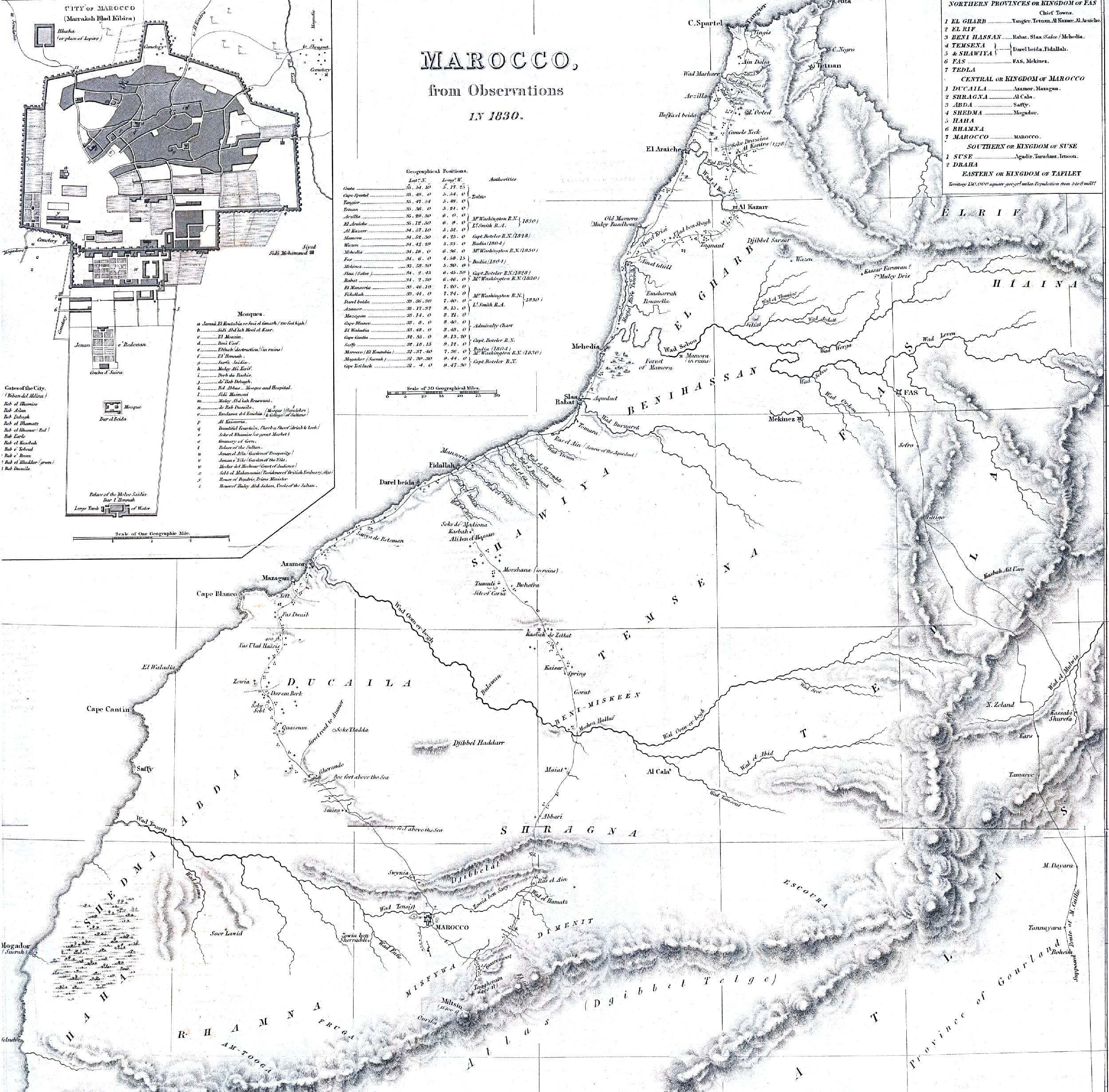
Атлантическое побережье Марокко (1830 год).

Несмотря на слабость своих позиций, династия Алауитов смогла в XVIII и XIX веках сохранить независимость Марокко, в то время как другие государства в регионе оказались (ранее или позднее) под турецким, французским или британским владычеством. Однако в конце XIX века слабость и нестабильность Марокко стали предпосылками европейского вмешательства для защиты инвестиций и требований экономических уступок. Первые годы XX века стали пиком дипломатических манёвров, через которые европейские государства — и Франция в частности — стремились обеспечить свои интересы в Северной Африке.
Французская «деятельность» в Марокко началась в конце XIX века. В 1904 году французское правительство попыталось установить протекторат над Марокко, а также подписало два двусторонних секретных соглашения: с Англией (8 апреля 1904 года) и Испанией (7 октября 1904 года), которые гарантировали поддержку со стороны этих двух стран ей в этом деле. Франция и Испания тайно разделили территорию султаната, Испания получила территории на крайнем севере и юге страны.

### Танжерский кризис
Танжерский кризис разразился из-за имперского соперничества великих держав, в данном случае между Германией с одной стороны и Францией, поддерживаемой Британией, с другой. Германия немедленно приняла дипломатические меры, чтобы заблокировать новое соглашение, — в том числе неудачный визит Вильгельма II в Танжер 31 марта 1905 года. Кайзер Вильгельм пытался получить поддержку в Марокко, если государство вступит в войну с Францией или Англией, и выступил с речью, выразив поддержку независимости Марокко, что было провокационным вызовом французскому влиянию в Марокко.
В 1906 году была проведена Альхесирасская конференция для разрешения спора, и Германия подписала соглашение, по которому Франция согласилась уступить контроль над марокканской полицией, но сохранила эффективный контроль над марокканскими политическими и финансовыми делами. Альхесирасская конференция лишь временно решила Первый Марокканский кризис и обострила международную напряжённость между Тройственным союзом и Антантой.

### Агадирский кризис

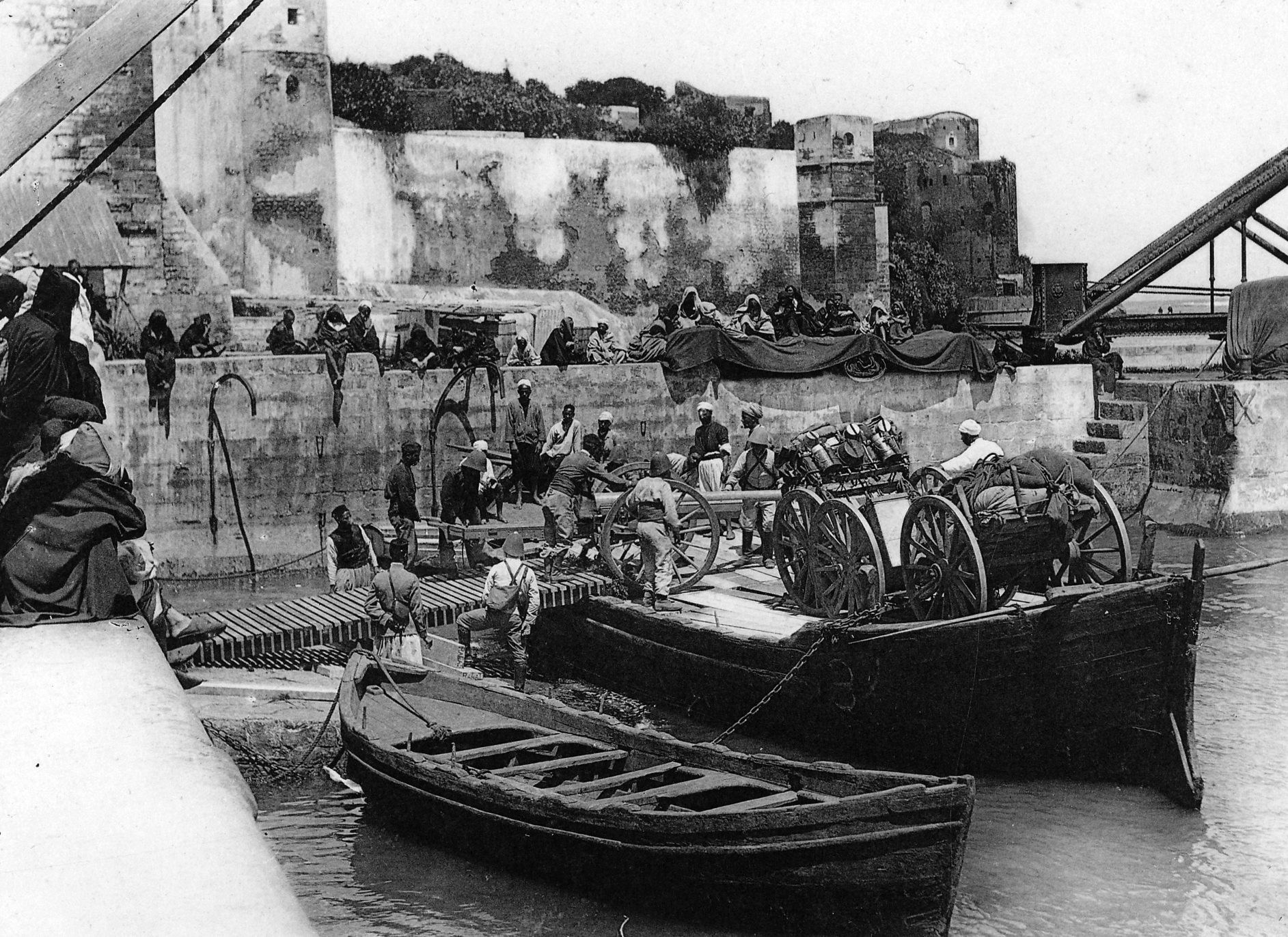
Французская артиллерия в Рабате. 1911 год

В 1911 году в Марокко вспыхнуло восстание против султана Мауля Абд аль-Хафиз ибн аль-Хасана. В начале апреля 1911 года султан был осаждён в своем дворце в Фесе и Франция отправила войска для подавления восстания под предлогом защиты жизни и имущества европейцев. Германия дала согласие на оккупацию города. Марокканские войска осадили оккупированный французами город. Примерно через месяц французские войска прорвали осаду. 5 июня 1911 года испанцы оккупировали Лараш и Ксар-эль-Кебир. 1 июля 1911 года немецкая канонерская лодка «Пантера» прибыла в порт Агадир. Немедленно последовала негативная реакция со стороны Франции и Великобритании.

## Французский протекторат (1912—1956)

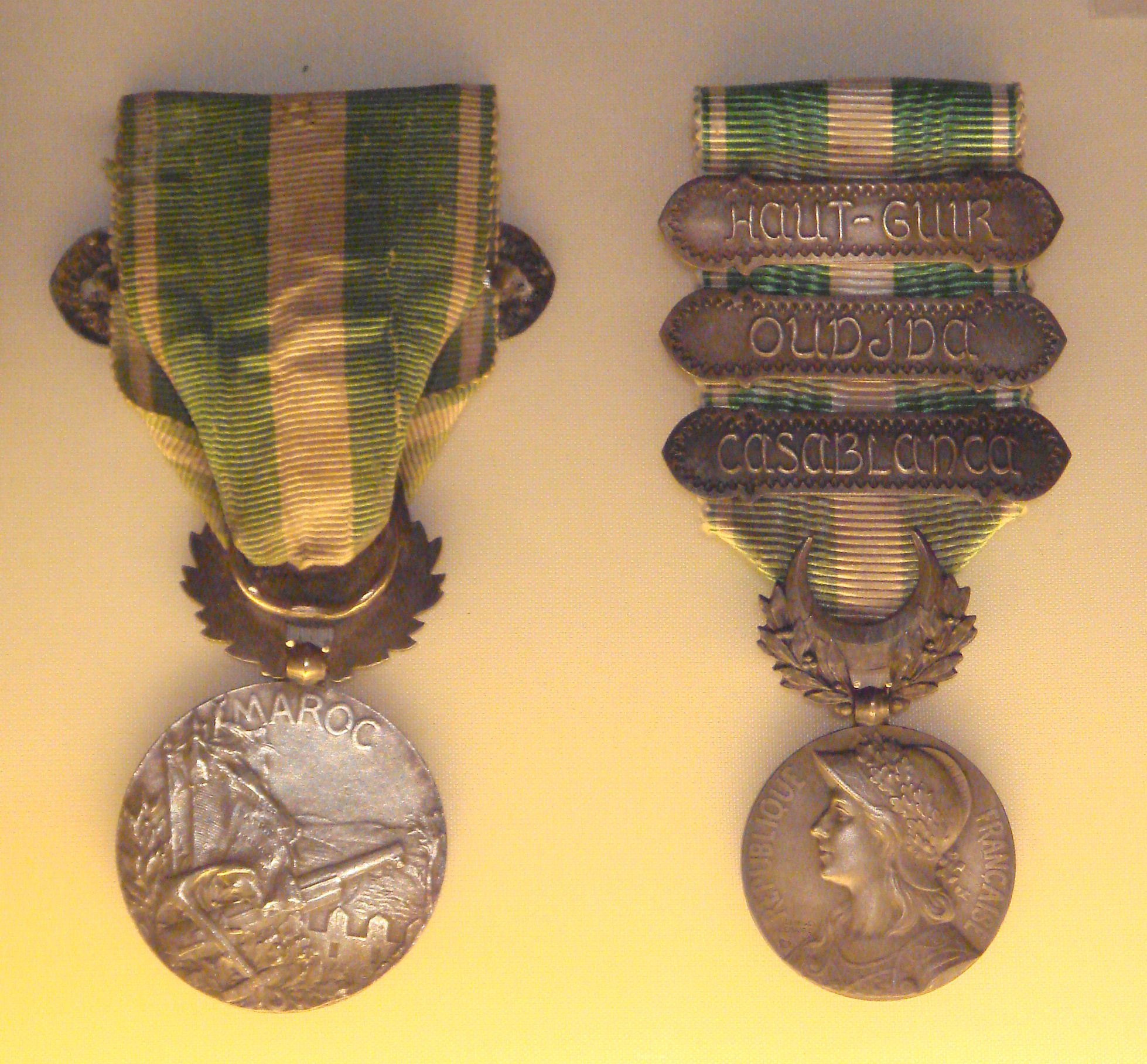
Медаль Франции за захват Марокко.

Гражданское знамя Французского Марокко (1919-1946).

Франция официально получила протекторат над Марокко по Фесскому договору (30 марта 1912 года), который отменил остатки независимости Марокко. С чисто юридической точки зрения, однако, договор не лишал Марокко статуса суверенного государства. Султан царствовал, но не правил. Султан Мауль Абд аль-Хафиз ибн аль-Хасан отрёкся от престола в пользу своего брата Мулай Юсуфа после подписания договора. 17 апреля 1912 года марокканские пехотинцы взбунтовались во французском гарнизоне в Фесе. Марокканцы не смогли захватить город и потерпели поражение от французских войск. В конце мая 1912 года марокканские войска вновь неудачно напали на увеличенный французский гарнизон в Фесе.
При установлении протектората над большей частью Марокко французы использовали опыт завоевания Алжира и установления протектората над Тунисом: они приняли последний в качестве модели для их марокканской политики. Были, однако, существенные различия. Во-первых, протекторат был создан всего за два года до начала Первой мировой войны, после которой изменился расклад сил на мировой арене. Во-вторых, хотя Марокко имело тысячелетние традиции независимости, хотя оно было под сильным влиянием цивилизации мусульманской Испании, оно никогда не было в составе Османской империи. Эти обстоятельства и близость Марокко к Испании создали особые отношения между двумя государствами.
Уникальность была ещё и в том, что страна была рассечена между двумя различными протекторами: испанцы приобретали сплошную полосу владений на севере Марокко (Испанское Марокко) (Испания должна была получить протекторат над Танжером и Эр-Риф, Ифни на побережье Атлантического океана на юго-западе, а также сектор Тарфая южнее реки Драа, где султан оставался номинальным сувереном и был представлен вице-регентом в Сиди-Ифни под контролем испанской комиссии).
Для умиротворения Марокко французское правительство способствовало экономическому развитию — в частности, разработке полезных ископаемых, созданию современной транспортной системы и развитию современного сельскохозяйственного сектора, ориентированного на французский рынок. Десятки тысяч колонистов поселились в Марокко и скупили большое количество богатых сельскохозяйственных угодий. Колонисты постоянно оказывали давление на французские власти, требуя усиления французского контроля над Марокко.
В годы Первой мировой войны во французскую армию было призвано до 42 тысяч марокканцев, ещё от 25 до 35 тысяч арабов были мобилизованы (частью принудительно) на оборонительные работы во Францию. В ходе войны их общие потери составили по оценкам разных авторов от 9 до 15 тысяч человек. В 1914—1921 годах в Марокко происходило восстание берберских племён, с трудом подавленное французами.

## Сопротивление французским властям

### Рифские восстания

Флаг Рифской республики (1921-1926).

Правление султана Юсефа (1912—1927 годы) было бурным и отмечено частыми восстаниями против Испании и Франции. Важнейшим из них было восстание берберов в горах Риф во главе с Абд аль-Кримом, которому удалось установить Рифскую республику. Хотя это восстание первоначально началось в испанском протекторате на севере страны, оно достигло французского протектората и продолжалось, пока коалиция Франции и Испании, наконец, не победила повстанцев в 1925 году. Для обеспечения собственной безопасности французский суд переехал из Феса в Рабат, который стал столицей страны с этих пор.

### Националистические партии
В декабре 1934 года небольшая группа националистов, членов организации Comité d’Action Marocaine (CAM), предложили план реформ, которые призывали к возвращению косвенного управления европейцев Марокко, как это было предусмотрено Фесским договором, допуская марокканцев на государственные должности, и созданию представительных советов. CAM использовалась умеренная тактика для продвижения реформ — в том числе ходатайства, газетные публикации и личные призывы к Франции. Националистические политические партии, которые впоследствии возникли под французским протекторатом, изложили свои доводы о независимости Марокко в Атлантической хартии.
В январе 1944 года Истикляль, которая впоследствии стала ведущим националистическим движением, выпустила манифест, требующий полной независимости, национального воссоединения и демократической конституции. Султан утвердил манифест к его представлению французскому генерал-резиденту, который ответил, что не в его компетенции рассматривать изменения статуса протектората.

### Изгнание султана Мухаммеда
Общие симпатии султана националистам стали очевидны в конце войны, хотя он всё ещё надеялся достичь полной независимости постепенно. Зато при активной поддержке большинства колонистов Франция категорически отказалась рассматривать даже реформу, направленную на автономию. Эта позиция способствовала увеличению враждебности между националистами и колонистами.
Мохаммед V и его семья были высланы на Мадагаскар в январе 1954 года. Его заменили непопулярным Мухаммедом бен Арафой, чьё правление было воспринято как нелегитимное и вызывало активное противодействие французским ставленникам среди националистов, которые видели султана религиозным лидером. В 1955 году бен Арафа бежал в Танжер, где он официально отрёкся от престола.
Позже, столкнувшись с ростом насилия в Марокко и ухудшением ситуации в Алжире, Мухаммед V был возвращён из ссылки 16 ноября 1955 года и снова был признан султаном. В феврале 1956 года он успешно провел переговоры с Францией о независимости Марокко, а в 1957 году принял титул короля.

## Независимость (1956)
В конце 1955 года Мухаммед V успешно провёл переговоры о постепенном восстановлении независимости Французского Марокко. Султан согласился провести реформы, которые трансформируют Марокко в конституционную монархию с демократической формой правления. В феврале 1956 года Марокко получило ограниченное самоуправление.
Дальнейшие переговоры о полной независимости завершились испано-марокканским соглашением, подписанным в Париже 2 марта 1956 года. 7 апреля того же года Франция официально отказалась от своего протектората в Марокко. Находящийся под международным контролем город Танжер был реинтегрирован с Марокко после подписания Танжерского протокола 29 октября 1956 года.
Отмена испанского протектората и признание марокканской независимости Испанией обсуждались отдельно и были закреплены окончательно в совместной декларации от апреля 1956 года. В соответствии с этим соглашением с Испанией в 1956—1958 годах Марокко вернуло контроль над большей частью испанских территорий в Северной Африке. Однако Сеута и Мелилья по-прежнему остались в составе Испанского Королевства. С 1982 года Марокко предъявляет свои претензии на город Мелилью как на неотъемлемую часть своей территории, однако Испания не признает эти претензии.